# Champigneulles-en-Bassigny
Champigneulles-en-Bassigny település Franciaországban, Haute-Marne megyében. Lakosainak száma 39 fő (2022. január 1.). Champigneulles-en-Bassigny Germainvilliers, Breuvannes-en-Bassigny, Chaumont-la-Ville, Doncourt-sur-Meuse és Blevaincourt községekkel határos.

## Népesség
A település népességének változása:
| Lakosok száma | 100  | 77   | 76   | 51   | 50   | 46   | 44   | 41   | 40   | 39   |
|               | 1968 | 1982 | 1990 | 2006 | 2013 | 2015 | 2017 | 2019 | 2020 | 2022 |